# Sophie-Dorothée de Schleswig-Holstein-Sonderbourg-Glücksbourg
La princesse Sophie-Dorothée de Schleswig-Holstein-Sonderbourg-Glücksbourg (28 septembre 1636 – 6 août 1689) est une aristocrate allemande Elle est princesse-électrice de Brandebourg et duchesse de Prusse comme épouse de Frédéric-Guillaume Ier de Brandebourg, le "Grand Électeur".

## Biographie
Sophie Dorothée est né à Glücksbourg. Elle est la l'arrière-petite-fille du roi Christian III de Danemark, mais ses parents, Philippe de Schleswig-Holstein-Sonderbourg-Glücksbourg et Sophie de Saxe-Lauenbourg, sont de rang inférieur. Elle est la sœur d'Augusta de Schleswig-Holstein-Sonderbourg-Glücksbourg.
En 1653, Sophie Dorothée épouse Christian-Louis de Brunswick-Lunebourg, beau-frère du roi Frédéric III de Danemark. Le mariage reste sans enfant. En 1665, son premier conjoint meurt, et elle déménage au château de Herzberg. Le 14 juin 1668, elle se marie à nouveau, cette fois à Frédéric-Guillaume Ier de Brandebourg, électeur de Brandebourg. En 1670, elle achète le Brandebourg-Schwedt et d'autres fiefs pour ses fils. En 1676, elle devient le commandant de son régiment, et en 1678 et 1692 elle équipe deux flottes pour le Brandebourg.
Elle est décédée à Karlsbad et est enterré dans la Cathédrale de Berlin. Le quartier de Dorotheenstadt de Berlin est un cadeau de son mari et est nommé d'après elle.

## Descendance
De son second mariage, Sophie Dorothée eu les enfants suivants :
- Philippe-Guillaume (1669-1711), margrave de Brandebourg-Schwedt, en 1699, il épouse Jeanne-Charlotte d'Anhalt-Dessau (†1750) (six enfants)

- Marie-Amélie (1670-1739), en 1687, elle épouse Charles de Mecklembourg-Güstrow (†1688). Veuve, elle épouse en 1689, le duc Maurice-Guillaume de Saxe-Zeitz (†1718)

- Albert-Frédéric de Brandebourg-Schwedt (1672-1731), en 1703, il épouse Dorothée de Courlande (1684-1743), (fille du duc Frédéric II Casimir Kettler)

- Charles-Philippe (1673-1695), en 1695, il épouse Catherine de Babiano (†1719)

- Élisabeth-Sophie (1674-1748), en 1691, elle épouse le duc de Courlande-Sémigalie Frédéric II Casimir Kettler († 1698). Veuve, elle épousa en 1703 le margrave Christian-Ernest de Brandebourg-Bayreuth (†1712). Veuve, elle épouse en 1714 le duc Ernest-Louis Ier de Saxe-Meiningen (1672-1736)

- Dorothée (1675-1676)

- Christian-Louis (1677-1734).